# Öljehults landskommun
Öljehults landskommun var en tidigare kommun i Blekinge län.

## Administrativ historik
Kommunen inrättades som landskommun i Öljehults socken i Bräkne härad i Blekinge när 1862 års kommunalförordningar trädde i kraft.
Vid den landsomfattande kommunreformen 1952 uppgick denna landskommun i Hallabro landskommun som i sin tur 1963 uppgick i Kallinge landskommun och uppgick 1967 i Ronneby stad som 1971 ombildades till Ronneby kommun.
Området tillhör sedan kommunreformen 1971 Ronneby kommun.

## Politik

### Mandatfördelning i Öljehults landskommun 1938-1946
| 5 | 3 | 4 | 8 |

| 20 |

| 6 | 10 | 4 |

| 19 |

| 6 | 7 | 4 | 3 |

| 20 |

### Ordförande i kommunalstämman
- 1863-1866 - Ola Olsson i Belganet
- 1867-1868 - Ola Olsson i Öljehults
- 1869-1873 - Sven Malmborg
- 1874-1889 - Thure Magni Brorström
- 1890-1904 - Johan Magnusson i Öljehult
- 1905-1929 -August Olsson i Stengölsmåla
- 1931-1932 - Olof Karlsson i Öljehult
- 1932-åtminstone 1939 - David Nyström i Belganet

### Kommunalnämnden
- 1863-1866  - Ola Olsson i Stengölsmåla
- 1867-1868 - Ola Olsson i Öljehult
- 1871-1878 - Ola Olsson i Belganet
- 1879-1886 - Johan Magnusson i Öljehult
- 1887-1894 - Anders Hansson i Lindås
- 1895-1902 - Johan Magnusson i Öljehult
- 1907-1920 - Per Olsson i Öljehult
- 1928-1931 - Olof Olsson i Lindås
- 1932-1939 - Olof Olsson i Hunnamåla
- 1940- - Magni Karlsson i Dockemåla